# Arvid Bildt
Carl Arvid Gabriel Bildt, född 5 november 1877 i Morlanda församling i Göteborgs och Bohus län, död 15 december 1956 i Sankt Matteus församling i Stockholm, var en svensk byråchef.
Arvid Bildt var son till sjökapten Knut Bildt och Amalia Apelquist. Han blev extra ordinarie postexpeditör 1899, notarie hos Generalpoststyrelsen 1915, sekreterare 1921, byrådirektör 1927 och var byråchef 1936–1942. Han var sekreterare i Stockholms stads andra hyresnämnd 1917–1922 och styrelseledamot av Svenska vägföreningen 1928–1943. Han var Svenska postverkets ombud vid luftpostkonferenserna i Bryssel 1930, i Prag 1931, i Paris 1937 och vid världspostkongress i Kairo 1934. Han var också ledamot i luftfartsutredning.
Han gifte sig första gången 1911 med Signe Borg (1887–1928) och andra gången 1942 med Therese Nilsson (1895–1979). Han hade tre barn i första giftet: Inger Thorén (1913–1985), Thord Bildt (1915–1966) och Görel Bildt (1918–1945).